# Muhlbach-sur-Munster
 Muhlbach-sur-Munster  (en alsacià Mílbe) és un municipi francès, situat a la regió del Gran Est, al departament de l'Alt Rin. L'any 2006 tenia 760 habitants.

## Demografia
| 1962 | 1968 | 1975 | 1982 | 1990 | 1999 |
| ---- | ---- | ---- | ---- | ---- | ---- |
| 746  | 770  | 728  | 668  | 631  | 725  |

## Administració
| Període   | Identitat           | Partit |
| --------- | ------------------- | ------ |
| 2001-2008 | Jean-Martin Sengele |        |
| 2008-     | Patrick Althusser   |        |